# Fancheng (socken i Kina)
Fancheng (kinesiska: 范城, 范城乡) är en socken i Kina. Den ligger i provinsen Henan, i den centrala delen av landet, omkring 79 kilometer söder om provinshuvudstaden Zhengzhou.
Genomsnittlig årsnederbörd är 710 millimeter. Den regnigaste månaden är juli, med i genomsnitt 149 mm nederbörd, och den torraste är januari, med 4 mm nederbörd.